# Jordan Taylor (pilota automobilistico)
Jordan Taylor (Orlando, 10 maggio 1991) è un pilota automobilistico statunitense, figlio dell'ex pilota, Wayne Taylor e fratello minore di Ricky Taylor anche lui pilota automobilistico.

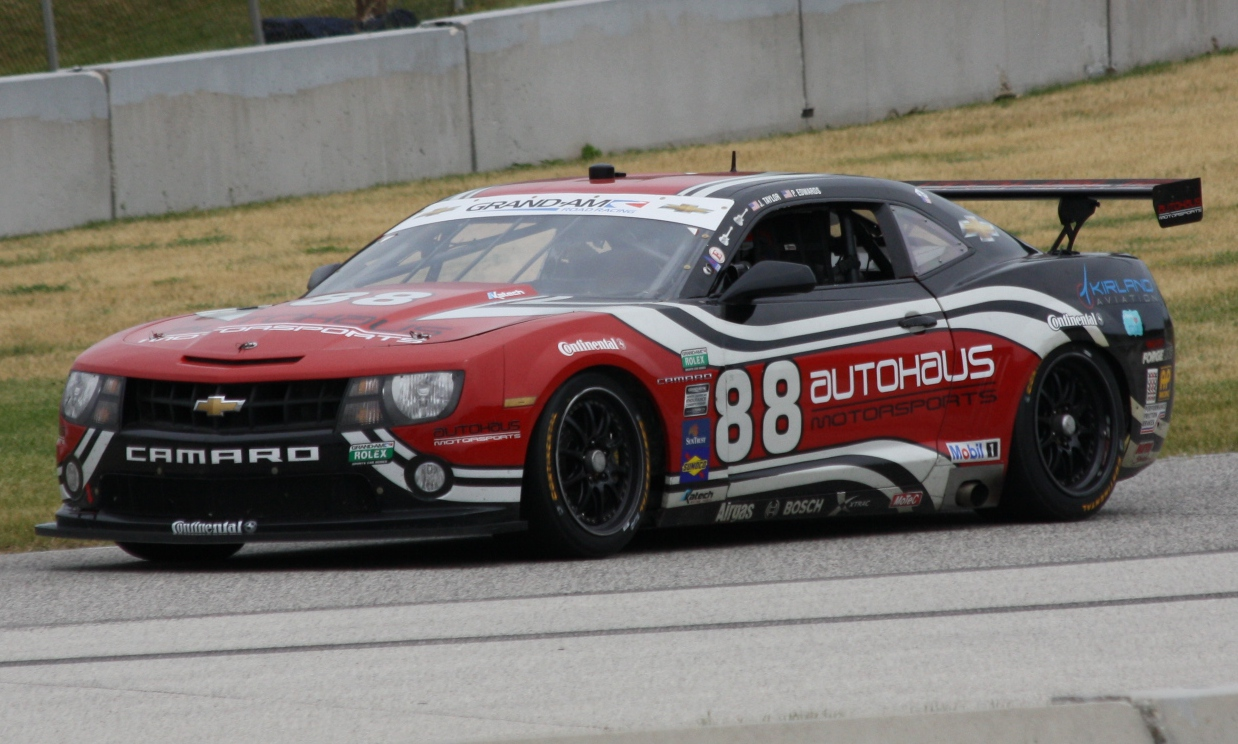
Camaro di Paul Edwards e Jordan Taylor durante una gara del campionato Sports Car Series nel 2012

Vincitore tre volte del Campionato IMSA WeatherTech SportsCar, nel 2017 nella classe assoluta e due volte, nel 2020 e 2021 nella classe GTLM.
In carriera ha vinto le più importanti competizioni d'endurance: tre volte la 24 ore di Daytona, due volte nella classifica assoluta e una nella classe GTLM, tre vittorie nella 12 Ore di Sebring, anche in questo caso due volte in assoluto e una nella classe GTD Pro. Ha anche ottenuto, nel 2015 la vittoria nella classe GTE Pro della 24 Ore di Le Mans.

## Carriera
Ha vinto la classe Daytona Prototypes Rolex Sports Car Series 2013 e si è classificata seconda nella categoria prototipi della United SportsCar Championship 2014. Ha vinto la 24 Ore di Daytona 2017 (insieme a Jeff Gordon, Max Angelelli e il fratello Ricky) e il campionato WeatherTech SportsCar 2017 nella classe Prototype. Ha partecipato dal 2012 a varie edizioni della 24 ore di Le Mans nella classe GTE-Pro alla guida di una Chevrolet Corvette C7.R, arrivando secondo nel 2014, primo nel 2015 e terzo nel 2017.

## Risultati

### Risultati IMSA
| Anno | Team                                       | Classe  | Vettura                     | 1      | 2      | 3      | 4     | 5     | 6     | 7     | 8     | 9      | 10    | 11    | Punti | Pos. |
| ---- | ------------------------------------------ | ------- | --------------------------- | ------ | ------ | ------ | ----- | ----- | ----- | ----- | ----- | ------ | ----- | ----- | ----- | ---- |
| 2014 | Wayne Taylor Racing                        | P       | Dallara Corvette DP         | DAY 2  | SEB 7  | LBH 2  | LGA 2 | DET 1 | WGL 5 | MOS 3 | IMS 4 | ELK 10 | COA 7 | PET 1 | 330   | 2°   |
| 2015 | Wayne Taylor Racing                        | P       | Dallara Corvette DP         | DAY 16 | SEB 2  | LBH 1  | LGA 2 | DET 6 | WGL 6 | MOS 1 | ELK 8 | COA 2  | PET 4 |       | 292   | 5°   |
| 2016 | Wayne Taylor Racing                        | P       | Dallara Corvette DP         | DAY 2  | SEB 12 | LBH 1  | LGA 6 | DET 1 | WGL 4 | MOS 3 | ELK 3 | COA 1  | PET 3 |       | 309   | 3°   |
| 2017 | Wayne Taylor Racing                        | P       | Cadillac DPi-V.R            | DAY 1  | SEB 1  | LBH 1  | COA 1 | DET 1 | WGL 6 | MOS 7 | ELK 2 | LGA 3  | PET 9 |       | 310   | 1°   |
| 2018 | Wayne Taylor Racing                        | P       | Cadillac DPi-V.R            | DAY 15 | SEB 2  | LBH 3  | MDO 5 | DET 5 | WGL 5 | MOS 2 | ELK 4 | LGA 12 | PET 1 |       | 270   | 3°   |
| 2019 | Konica Minolta Cadillac                    | DPi     | Cadillac DPi-V.R            | DAY 1  | SEB 2  | LBH 10 | MDO 6 | DET 9 | WGL 4 | MOS 6 | ELK 5 | LGA 4  | PET 2 |       | 274   | 4°   |
| 2020 | Corvette Racing                            | GTLM    | Chevrolet Corvette C8.R     | DAY 4  | DAY 1  | SEB 2  | ELK 1 | VIR 1 | ATL 5 | MDO 1 | CLT 1 | PET 2  | LGA 2 | SEB 5 | 351   | 1°   |
| 2021 | Corvette Racing                            | GTLM    | Chevrolet Corvette C8.R     | DAY 1  | SEB 4  | DET 2† | WGL 1 | WGL 1 | LIM 1 | ELK 2 | LGA 2 | LBH 2  | VIR 2 | PET 6 | 3549  | 1°   |
| 2022 | Corvette Racing                            | GTD Pro | Chevrolet Corvette C8.R GTD | DAY 6  | SEB 1  | LBH 3  | LGA 4 | WGL 6 | MOS 2 | LIM 4 | ELK 3 | VIR 2  | PET 5 |       | 3194  | 3°   |
| 2023 | Corvette Racing                            | GTD Pro | Chevrolet Corvette C8.R GTD | DAY 2  | SEB 5  | LBH 2  | LGA 4 | WGL 3 | MOS 1 | LIM 4 | ELK 3 | VIR 1  | IMS 5 | PET 7 | 3579  | 3°   |
| 2024 | Wayne Taylor Racing con Andretti Autosport | GTP     | Acura ARX-06                | DAY 3  | SEB 1  | LBH 10 | LGA 4 | DET 5 | WGL 4 | ELK 8 | IMS   | PET    |       |       | 2107* |      |

* Stagione in corso.

### Risultati 24 ore di Daytona
| Anno | Team                     | Co-piloti                                            | Auto                        | Classe  | Giri | Pos. | Class Pos. |
| ---- | ------------------------ | ---------------------------------------------------- | --------------------------- | ------- | ---- | ---- | ---------- |
| 2008 | Terra Firma Motorsports  | Ronald Zitza Gary Jensen Mark Jensen                 | Porsche 911 GT3 Cup         | GT      | 599  | 29°  | 15°        |
| 2009 | Beyer Racing             | Ricky Taylor Jared Beyer David Martínez              | Riley Mk. XI                | DP      | 662  | Rit  | Rit        |
| 2010 | Racer's Edge Motorsports | Glenn Bocchino Jade Buford John Edwards Todd Lamb    | Mazda RX-8 GT               | GT      | 69   | Rit  | Rit        |
| 2011 | Autohaus Motorsports     | Bill Lester Johnny O'Connell Matthew Marsh           | Chevrolet Camaro GT.R       | GT      | 607  | 28°  | 14°        |
| 2012 | Autohaus Motorsports     | Paul Edwards Matthew Marsh Tommy Milner              | Chevrolet Camaro GT.R       | GT      | 713  | 20°  | 9°         |
| 2013 | Wayne Taylor Racing      | Max Angelelli Ryan Hunter-Reay                       | Dallara Corvette DP         | DP      | 709  | 2°   | 2°         |
| 2014 | Wayne Taylor Racing      | Wayne Taylor Ricky Taylor Max Angelelli              | Dallara Corvette DP         | P       | 695  | 2°   | 2°         |
| 2015 | Wayne Taylor Racing      | Ricky Taylor Max Angelelli                           | Chevrolet Corvette DP       | P       | 740  | 52°  | 16°        |
| 2016 | Wayne Taylor Racing      | Ricky Taylor Max Angelelli Rubens Barrichello        | Chevrolet Corvette DP       | P       | 736  | 2°   | 2°         |
| 2017 | Wayne Taylor Racing      | Ricky Taylor Max Angelelli Jeff Gordon               | Cadillac DPi-V.R            | P       | 659  | 1°   | 1°         |
| 2018 | Wayne Taylor Racing      | Ryan Hunter-Reay Renger van der Zande                | Cadillac DPi-V.R            | P       | 555  | Rit  | Rit        |
| 2019 | Konica Minolta Cadillac  | Renger van der Zande Fernando Alonso Kamui Kobayashi | Cadillac DPi-V.R            | DPi     | 593  | 1°   | 1°         |
| 2020 | Corvette Racing          | Nicky Catsburg Antonio García                        | Chevrolet Corvette C8.R     | GTLM    | 785  | 16°  | 4°         |
| 2021 | Corvette Racing          | Nicky Catsburg Antonio García                        | Chevrolet Corvette C8.R     | GTLM    | 770  | 11°  | 1°         |
| 2022 | Corvette Racing          | Nicky Catsburg Antonio García                        | Chevrolet Corvette C8.R GTD | GTD Pro | 698  | 29°  | 6°         |
| 2023 | Corvette Racing          | Antonio García Tommy Milner                          | Chevrolet Corvette C8.R GTD | GTD Pro | 729  | 19°  | 2°         |
| 2024 | WTR - Andretti Autosport | Jenson Button Colton Herta Louis Delétraz            | Acura ARX-06                | GTD     | 791  | 3°   | 3°         |

### Risultati 24 ore di Le Mans
| Anno | Team                 | Co-piloti                       | Auto                    | Classe   | Giri | Pos. | Class Pos. |
| ---- | -------------------- | ------------------------------- | ----------------------- | -------- | ---- | ---- | ---------- |
| 2012 | Corvette Racing      | Antonio García Jan Magnussen    | Chevrolet Corvette C6.R | GTE Pro  | 326  | 23°  | 5°         |
| 2013 | Corvette Racing      | Antonio García Jan Magnussen    | Chevrolet Corvette C6.R | GTE Pro  | 312  | 19°  | 4°         |
| 2014 | Corvette Racing      | Antonio García Jan Magnussen    | Chevrolet Corvette C7.R | GTE Pro  | 338  | 14°  | 2°         |
| 2015 | Corvette Racing - GM | Oliver Gavin Tommy Milner       | Chevrolet Corvette C7.R | GTE Pro  | 337  | 17°  | 1°         |
| 2016 | Corvette Racing - GM | Oliver Gavin Tommy Milner       | Chevrolet Corvette C7.R | GTE Pro  | 219  | Rit  | Rit        |
| 2017 | Corvette Racing - GM | Jan Magnussen Antonio García    | Chevrolet Corvette C7.R | GTE Pro  | 340  | 19°  | 3°         |
| 2021 | Corvette Racing      | Nicky Catsburg Antonio García   | Chevrolet Corvette C8.R | GTE Pro  | 345  | 21°  | 2°         |
| 2022 | Corvette Racing      | Nicky Catsburg Antonio García   | Chevrolet Corvette C8.R | GTE Pro  | 214  | Rit  | Rit        |
| 2025 | Cadillac WTR         | Filipe Albuquerque Ricky Taylor | Cadillac V-Series.R     | Hypercar | 189  | Rit  | Rit        |